# Американцы за безопасный Израиль
Американцы за безопасный Израиль (American Friends for a Safe Israel, Americans for a Safe Israel, AFSI) — общественная организация в США, выступающая за политическое урегулирование на Ближнем Востоке, прекращение арабо-израильского противостояния и демонтаж террористической инфраструктуры в Газе и сопредельных территориях.
Известна с 1971. Президент АФСИ — известная общественная активист Хелен Фридман, директор — Питер Е. Голдман.